# مگس‌گیر آبی سینه‌آبی
مگس‌گیر آبی سینه‌آبی (نام علمی: Cyornis herioti) نام یک گونه از سرده مگس‌گیرهای آبی است.